# Gerzon’s Vleeschconservenfabriek

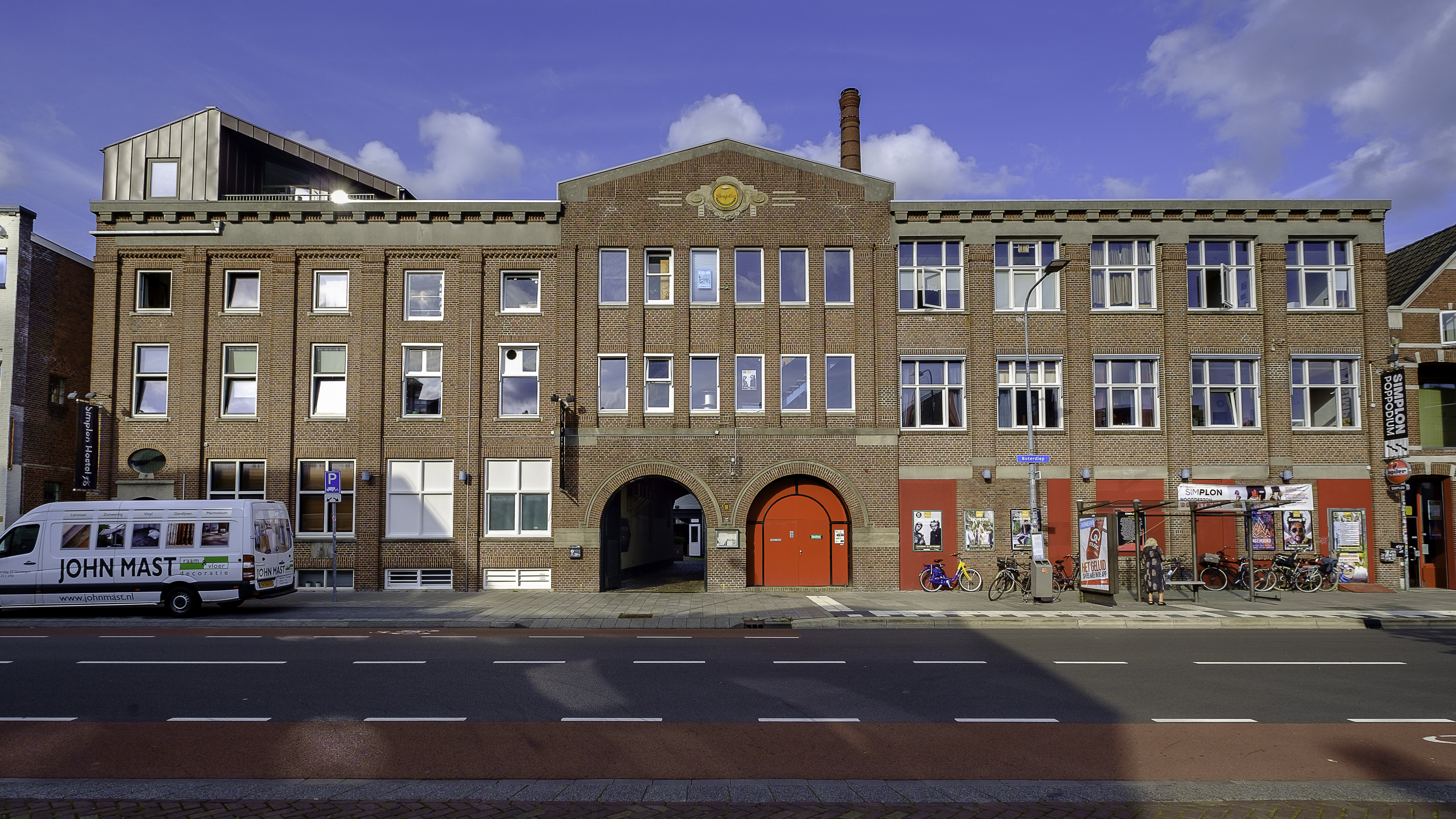
Het bedrijfsgebouw van de N.V. Gerzons Vleeschconservenfabriek, met op de achtergrond de fabrieksschoorsteen

N.V. Gerzon’s Vleeschconservenfabriek was een vleesconserverfabriek in de stad Groningen, gevestigd aan het toen nog ongedempte Boterdiep. 
Het bedrijf begon als een slagerij van de uit Nieuweschans afkomstige joodse slager Juda Gerzon. Deze slagerij was gevestigd in de Oude Ebbingestraat. Na Gerzons hand werd de slagerij door diens weduwe, Saartje Schaap, als Firma Weduwe Gerzon met succes voortgezet.  In 1892 betrok het bedrijf, dat inmiddels onder leiding stond van Gerzons zonen Jozef en Mozes, een aantal panden aan het Boterdiep. Hier kwam het bedrijf, dat nu het conserveren van vlees tot corebusiness had gekozen, tot grote bloei. In 1916 werden de bedrijfspanden onderling verbonden en van een gemeenschappelijke gevel voorzien, naar een ontwerp van architectenbureau Kuiler & Drewes. Op het hoogtepunt van de bedrijfsvoering, telde de fabriek 77 werknemers. Naast het gebouw verrees een fabrieksschoorsteen, anno 2022 de enig overgebleven fabrieksschoorsteen in de binnenstad van Groningen. Later, in 1924, openden de gebroeders Gerzon een fabrieksgebouw voor conserveblikken, achter het hoofdgebouw. Aan het einde van de jaren twintig valt het bedrijf, inmiddels geleid door Jozefs zoon Lion, evenwel ten prooi aan de economische crisis. In 1930 moet de fabriek de poorten sluiten.

## Werdegangvan het gebouwencomplex
Na het faillissement zette curator Machiel Moritz Polak aanvankelijk een deel van de bedrijfsactiviteiten voort, aanvankelijk aan het Boterdiep, later in de Amalia van Solmsstraat. Het fabriekscomplex werd vervolgens een verzamelgebouw voor verschillende bedrijven en instellingen. Zo was het Sint-Franciscus Liefdewerk, een charitatieve katholieke instelling, hier vanaf 1935 gevestigd. Ook de fascistische Italiaanse ijsfabrikant Belfi en handelsdrukker Kubbenga waren er gevestigd, terwijl het complex deels werd gebruikt door machinefabriek Postema, Kroeze en Co. Vanaf 1946 werd het complex in gebruik genomen door Simplon (Gebr. Mol Simplon Kleding N.V.), fabrikant van regen- en werkkleding. Dit bedrijf bleef hier tot 1974. Sindsdien zijn de panden - met wisselend succes - in gebruik door de stichting Simplon, ter exploitatie van Poppodium Simplon. In de voormalige blikfabriek bevindt zich sinds de jaren negentig het Simplon Jongerenhotel. De voormalige fabrieksschoorsteen werd in 2013 gerestaureerd en geldt nu als herkenningsteken voor het CiBoGaproject en voor het Ebbingekwartier. De schoorsteen is sinds 2015 opgenomen in bedrijvenverzamelgebouw De Pijp.

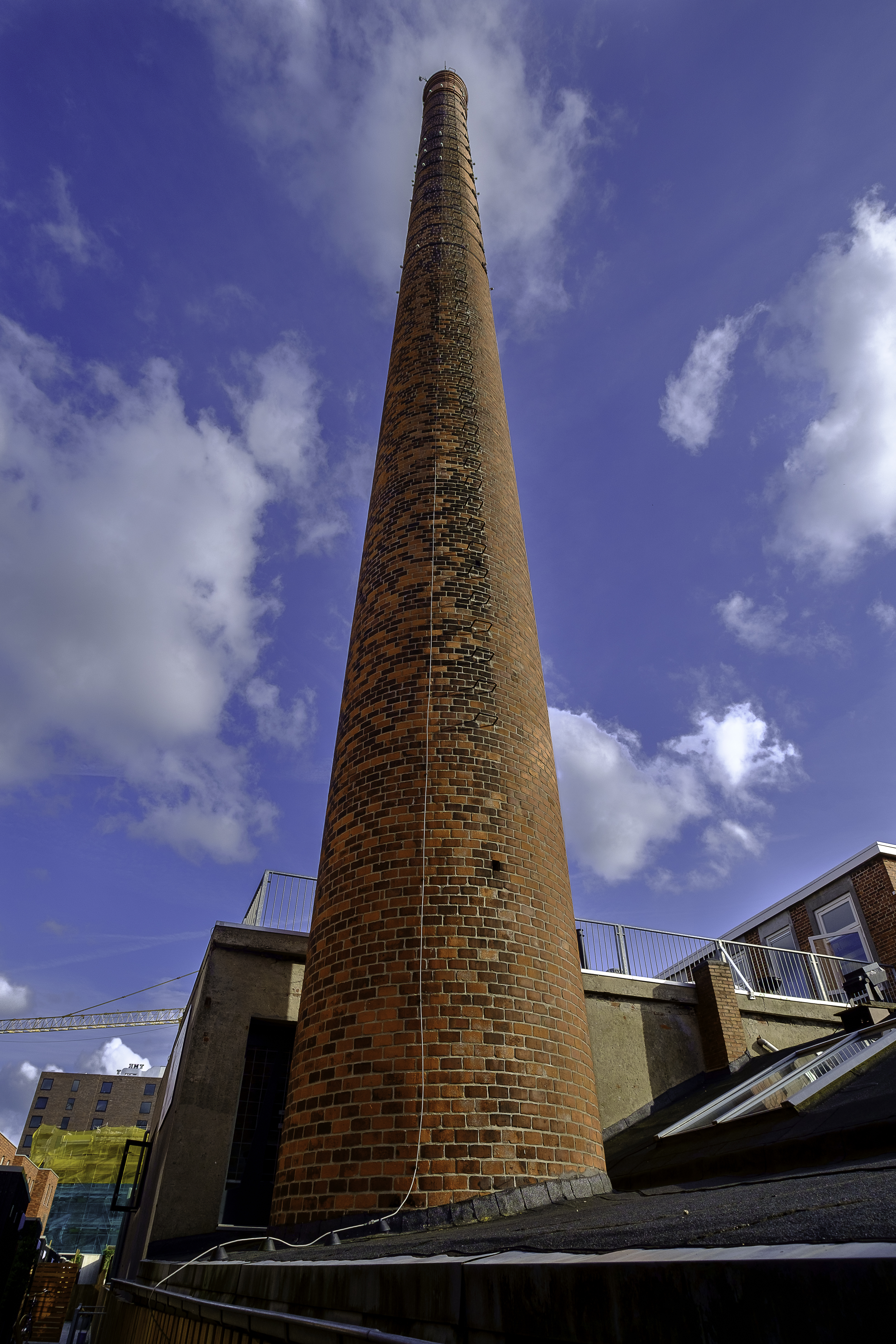
Schoorsteen
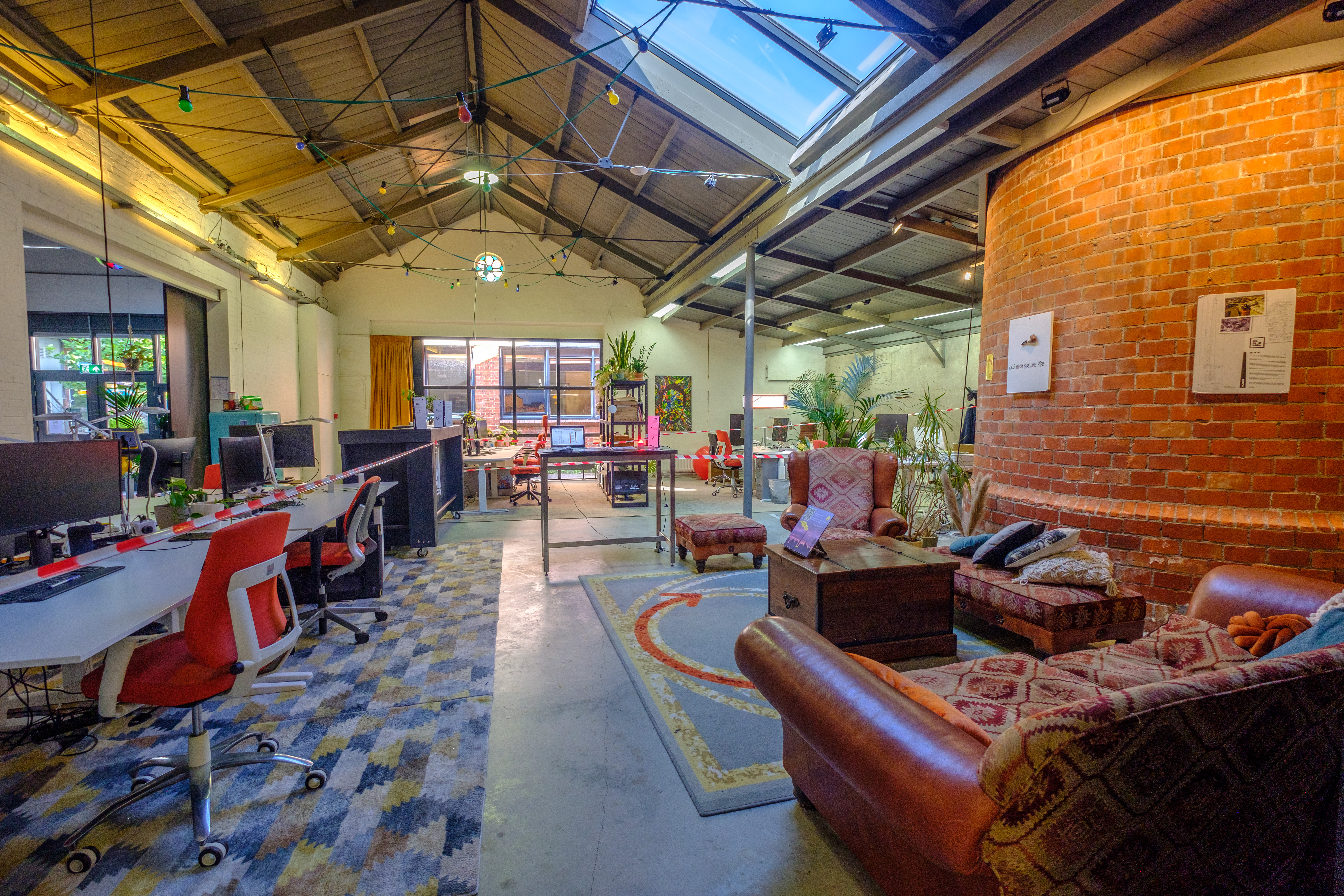
Interieur van bedrijvenverzamelgebouw De Pijp met rechts de voormalige schoorsteenpijp.
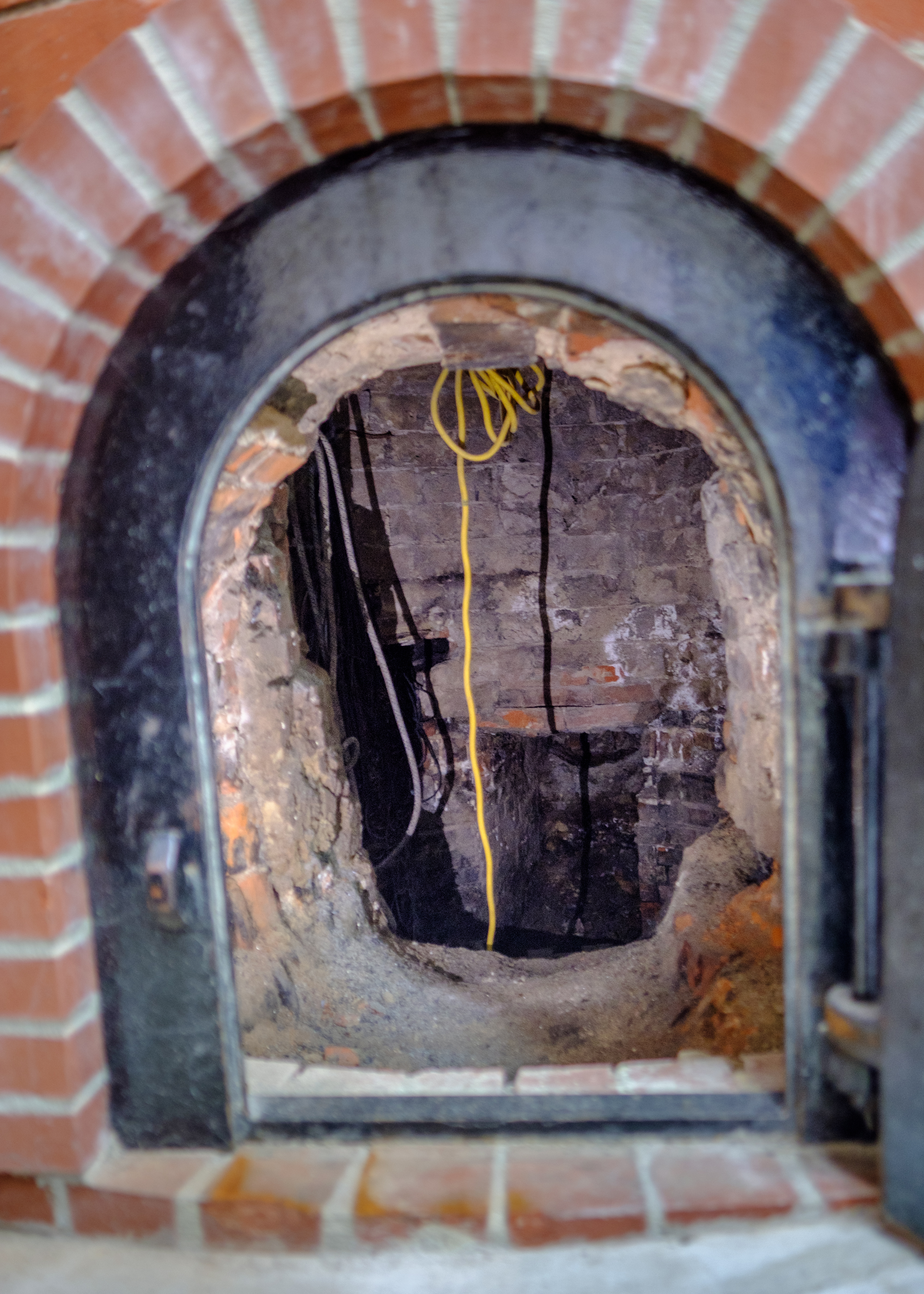
Binnenaanzicht schoorsteenpijp
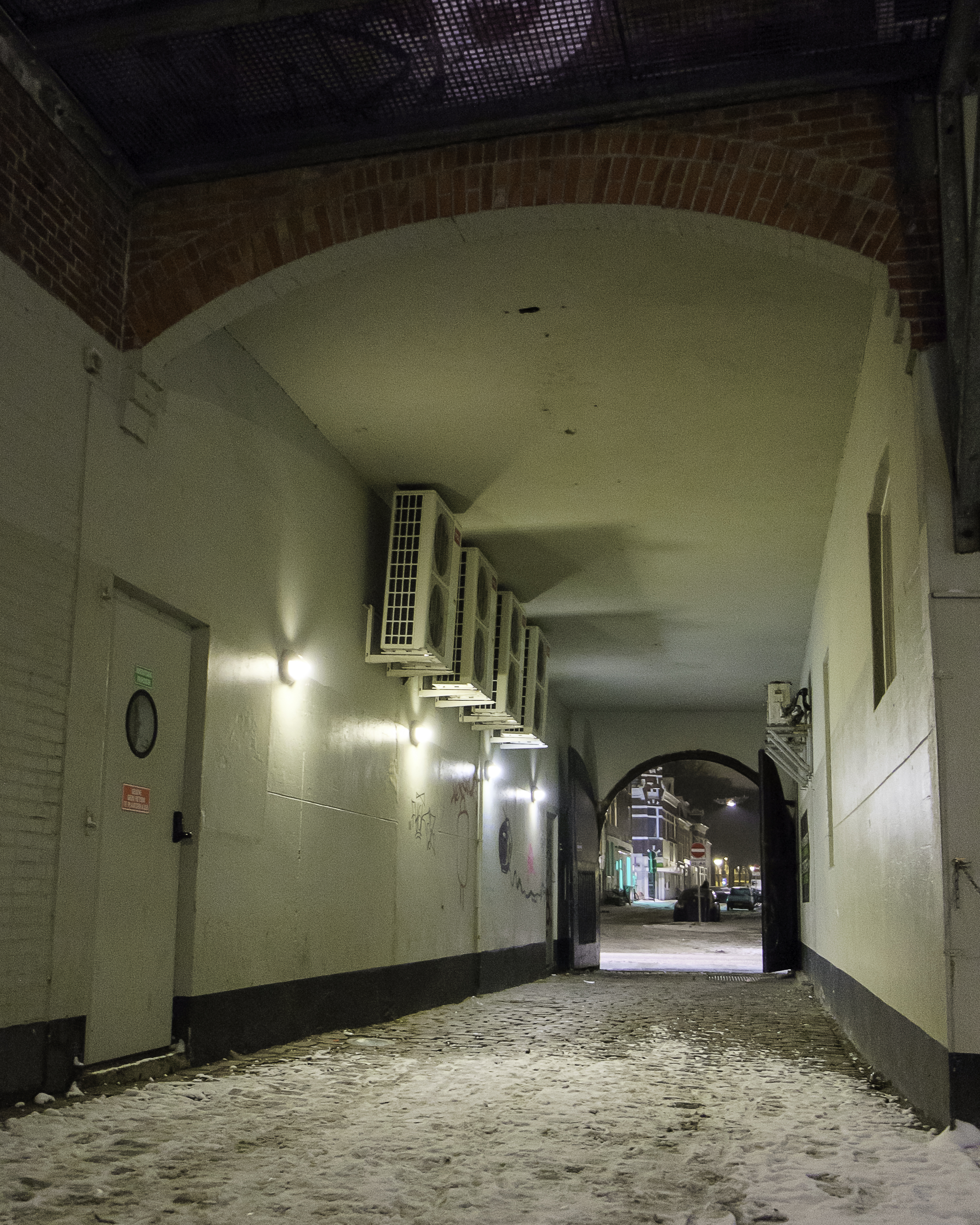
Onderdoorgang
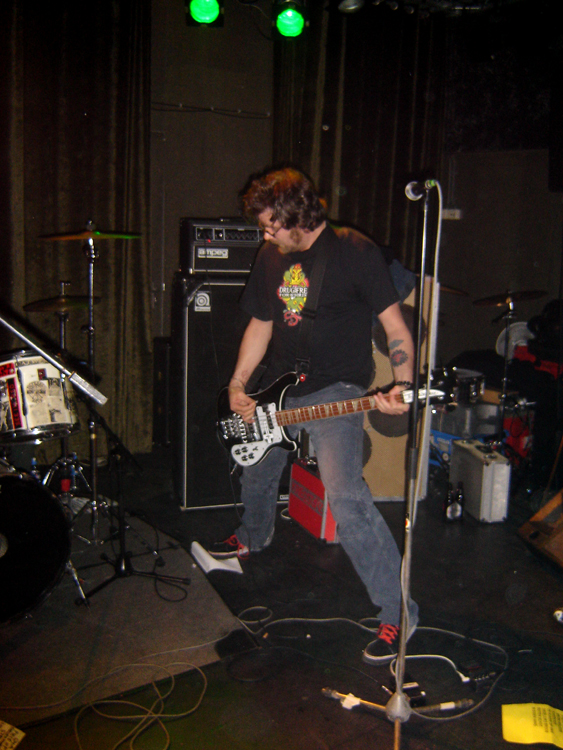
Optreden van hardcore punkband Seein' Red in Simplon in 2005